# Смілянський Леонід Іванович
Леонід Іванович Смілянський (*27 лютого 1904 — †11 листопада 1966) — український письменник, літературний критик, драматург та кіносценарист. Член літературних груп Гарт, ВУСПП і «Молодняк».
Окреме видання «Твори в 4 томах» (1970—1971).

## Життєпис
Леонід Смілянський народився в Конотопі в сім'ї ніжинського міщанина Івана Карповича Смілянського та його дружини Олександри Аврамівни. Закінчив Конотопський технікум шляхів сполучення (1924); 1928 — Київський Інститут Народної Освіти, 1928—31 — аспірантуру при Київській філії Інституту літератури ім. Шевченка.
Друкуватися почав з 1925, належав до літературних організацій Гарт, ВУСПП і «Молодняк». Розпочав з індустріальної тематики: збірки оповідань «Нові оселі» (1928), повісті «Машиністи», «Мехзавод» (1930), «Периферія» (1933), роман «Зустрічі» 1936). Розпочав опрацьовувати історико-біографічну тематику (повість «Михайло Коцюбинський», 1939). Під час війни опублікував оповідання «На заставі» й «Топки погашені» (1941), збірку оповідань «Підслухані новели» (1942), повісті «Золоті ворота» й «Дума про Кравчиху» (1942), «Софія» (1944), роман «Євшан-зілля» (1943).  По війні цілком занурився в історико-біографічну тему.
Якийсь час працював журналістом і літературний критиком.

## Творчість

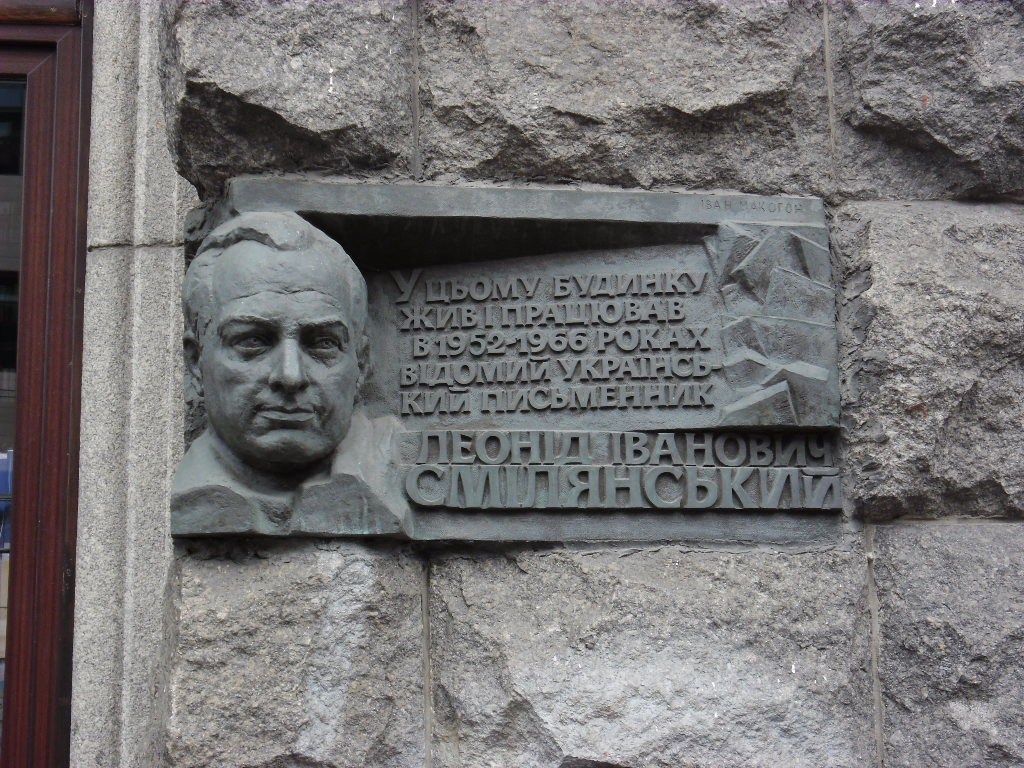
Пам'ятна дошка

Прийшов у літературу в другій половині 1920-х років, одразу приставши до ідейно-естетичної платформи ВУСППу і «Молодняка», не був вільним від тогочасних літературних стереотипів, пробував виводити «на чисту воду» буржуазних спеців, розвінчував непманів, художньо осмислював «реакційну суть дрібновласницької стихії». Усе це є в його першій збірці оповідань «Нові оселі» (1928). Тоді ж письменник почав освоювати «велику» прозу, написавши повість «Машиністи» (1927), присвячену складним подіям громадянської війни в Україні.
На перевалі 20-30-х років творчою уявою письменника заволоділа ідея «жити комуною». Одна за одною пишуться повісті «Мехзавод» (1930), «Периферія» (1933), «Полонений» (1934), пізніше дописана і трансформована в роман «Зустрічі» (1935).
Другим «масивом» творчості Смілянського є проза про Другу світову війну. За період з 1941 по 1950 рік він написав у відповідному ідеологічному ключі роман, п'ять повістей, оповідання. Час вимагав швидкого відгуку на біжучі події з метою не лише інформувати читача, а й  наснажувати наших людей  зненавистю до загарбників, стимулювати готовість до опору, боротьби — аж до самопожертви заради перемоги. У час війни ці загальнодемократичні настрої, як відзначив Г. Штонь в «Історії української літератури», були властиві суспільному загалові, тоді  ідейно неподільному. Цій меті відповідав передусім такий мобільний жанр, як нариси й оповідання, — основний доробок письменників у перші дні й місяці війни. І Л. Смілянський 1941-го написав п'ять оповідань, виданих наступного року в Уфі під назвою «Підслухані новели». З них автор пізніше передруковував лише три героїко-трагічні за тональністю твори: «Серце», «Возний і Наталка», «Геннадій і Петрик».           
Авторська дата під першою (першою взагалі в тогочасній українській літературі) повістю  «Золоті ворота» — 3 жовтня 1941 р.), написана в лірико-романтичній манері, неначе на одному подиху, як монолог героя, певною мірою автобіографічного, але не тотожного авторові. Перші чотири розділи, подані у дуже стягненому подійному часі, розкривають тему мирного життя країни, а наступні присвячено епопеї боротьби за Київ — серце народу. Наскрізними є образи Золотих воріт — символу минулої слави й безсмертя, Дніпра — вічного джерела роду-народу, нового сталевого мосту над Дніпром — символу сучасності, єднання людей міста з людьми степу. Критика високо оцінила повість як твір, що працює на перемогу.
Того ж року опубліковано повість «Дума про Кравчиху» із образом старої матері, що символічно втілює Мати-Україну, її волю до життя й опору, незламність, саможертовність.
Назва  роману «Євшан-зілля» (1943) походить із давньоукраїнської «Повісті  минулих літ», де в епізоді з цією степовою травою втілено незбориму відданість рідній землі. Цим мотивом об'єднано й епопею партизанської війни, й  епізоди упертого опору народу навалі окупантів. Концентрацією гострих, але психологічно реалістичних епізодів автор ніби показує читачеві різні методи й прийоми боротьби  з окупантами, а також і арсенал їхніх нелюдських засобів підкорення  наших людей. Критика, загалом схвально зустрівши твір, вказала й на моменти певної белетризації, породжені відсутністю у письменника особистих живих вражень.
В центрі уваги автора повісті «Софія» (Українська література. 1944. № 1) — представники української інтелігенції — архітектори, науковці, діячі культури, митці, що їх евакуйовано за Урал. Головний мотив — національний біль за уярмлену землю, віра у перемогу, плани відбудови зруйнованого, віра в нових, загартованих випробовуваннями людей, які створять нове, краще життя. Устами смертельно пораненої на фронті медсестри (колишнього мистецтвознавця) Софії автор висловлює віру в те, що «зміняться наші серця, в наших поглядах і  вимогах до життя станеться нове відродження. Для старого у нас буде нове сприймання. Стрибок буде надто великий».
Ця думка-мрія в Смілянського є в наступній мілітарній повісті «Зеленогорський хрест» (Дніпро. 1945. № 4), герой якої командир диверсійної групи Григорій Ромашка переконаний, що після війни «інших людей родитиме земля і все кращих і кращих, наче пшеницю…». У повісті показано саможертовність диверсійної групи, яка свідомо пішла на смерть, щоб зірвати надважливий для ворога залізничний міст.
Повість пройшла фактично непоміченою, бо її публікація точно збіглася з розгромною статтею в  провладній газеті «Правда Украины» (1945, 1 квітня) про повість «Софія». Цей розгром  був першою ластівкою, яка назнаменувала поворот влади до довоєнного ідеологічного диктату і  репресій, під які підпала низка письменників. Витягнуто на світ жупел «буржуазного націоналізму», попри те, що у воєнні роки героїчна національна історія служила справі перемоги. На вищих рівнях розпочато з О. Довженка — самим Сталіним, котрий заборонив фільмування його кіноповісті «Україна в огні». 1946-48-го прийнято низку розгромних постанов  союзної та республіканської влади, на підставі яких цькували Ю. Яновського, В. Сосюру, П. Панча, І. Сенченка; «ідейні зриви» інкримінували навіть М. Рильському. Н. Тихонов у доповіді на пленумі союзної Спілки  письменників (травень 1945) звинуватив Л. Смілянського у тому, що він у повісті «Софія» спотворив правду про дружбу наших народів. Відтак список звинувачень розширив секретар ЦК КПУ Л. Мельников (Радянська Україна, 24 вересня 1952 р.). Подібно виступали О. Корнійчук, М. Бажан, інші колеги й друзі на спільному засіданні спілчанської секції прози та комісії критики (Літературна газета, 23 жовтня 1952);  В. П'янов та С. Крижанівський  побачили «буржуазний націоналізм» у всій воєнній прозі Л. Смілянського (Вітчизна. 1952. № 11).  «Софію» автор більше не публікував. А 1991-го Л. Новиченко високо поцінував «Софію» у своїй передмові до видання «Л. Смілянський. Золоті ворота.  Роман. Повісті. Новели» (К., 1991).

Бурхлива наклепницька кампанія не зламала письменника. 1950 р. він публікує повість «Сашко», популярну й досі серед школярів, де  один розділ присвячено війні.

Могила Смілянського на Байковому кладовищі в Києві

Третій цикл творчості Смілянського — історико-біографічна проза і драматургія. На відміну від попередніх двох — комунарського і воєнного — цикл творився у різні періоди життя, починаючи з повісті «Михайло Коцюбинський» (1939).
Автор, фаховий літературознавець, почувався у своїй стихії в історії української літератури ХІХ — початку ХХ ст. Героями його творів стали українські генії — «вічні вогні вершин», як назвав їх письменник — Тарас Шевченко, Іван Франко, Леся Українка, Михайло Коцюбинський.
Найкращим твором на історико-біографічну тему є роман у двох книгах «Поетова молодість» (кн. І — 1960, кн. II — 1963) про Шевченка, розпочатий ще перед війною. Авторові пощастило органічно поєднати тут історичну фактологію з обґрунтованим і достовірним художнім домислом.
Радянська критика високо оцінила роман. Лише молодий Євген Сверстюк написав критичну рецензію. На його рецензію накинувся літературознавець П. Колесник.
Історичні і біографічні повісті й романи Смілянського складають його основний доробок. До них слід приєднати й п'єси про Лесю Українку «Червона троянда» (1955) і про Франка «Мужицький посол» (1956). За його сценаріями створено фільми «Іван Франко» (1956), «Сашко» (1958).
Архів письменника зберігається у Центральному державному архіві-музеї літератури і мистецтва України (ф. 21, оп. 1.), а його частина — у Родинному архіві Смілянських у Києві.

## Особисте життя
У 1934—1952 рр. мешкав у будинку письменників Роліт, потому в будинку письменників на Червоноармійській, 6 (нині Велика Васильківська). Похований на Байковому цвинтарі.